# Золотая медаль имени И. П. Павлова
Золота́я меда́ль и́мени И. П. Па́влова — научная награда Российской академии наук, учреждённая в 1949 году. Присуждается Отделением физиологии (ОФ) Российской академии наук за выдающиеся работы в области физиологии высшей нервной деятельности и висцеральных систем.
Премия названа в честь выдающегося русского физиолога, создателя науки о высшей нервной деятельности и лауреата Нобелевской премии в области медицины и физиологии 1904 года И. П. Павлова.

Внешний вид медали
Обратная сторона медали

## Награждённые ученые
- 2021 — Ткачук Всеволод Арсеньевич — за цикл работ «Физиология регенеративных процессов»
- 2016 — Розенштраух, Леонид Валентинович — за цикл работ «Электрофизиологические исследования регуляции сердечного ритма».
- 2011 — Чазов, Евгений Иванович — за цикл работ «Создание новых оригинальных методов лечения на основе изучения физиологических защитных механизмов организма».
- 2005 — Ноздрачев, Александр Данилович — за цикл работ «Механизмы нервной регуляции висцеральных функций».
- 2001 — Наточин, Юрий Викторович — за совокупность работ по молекулярной физиологии почки.
- 1996 — Иваницкий, Алексей Михайлович — за цикл работ по физиологическим основам психики и сознания человека.
- 1991 — Хананашвили, Михаил Михайлович — за совокупность фундаментальных работ в области физиологии и патологии высшей нервной деятельности.
- 1988 — Газенко, Олег Георгиевич — за «Цикл исследований, заложивших основы и обеспечивших успешное развитие космической физиологии».
- 1985 — Соколов, Евгений Николаевич — за монографию «Нейронные механизмы памяти и обучения».
- 1982 — Крепс, Евгений Михайлович — за цикл работ по эволюционной физиологии и биохимии нервной системы, включая монографию «Липиды клеточных мембран».
- 1979 — Адрианов, Олег Сергеевич — за монографию «О принципах организации интегративной деятельности мозга» и цикл статей по этой проблеме.
- 1976 — Ливанов, Михаил Николаевич — за серию фундаментальных работ по электрофизиологии высшей нервной деятельности (исследования в области проблем памяти).
- 1973 — Воронин, Леонид Григорьевич — за фундаментальные исследования по эволюции высшей нервной деятельности.
- 1970 — Волохов, Александр Александрович — за работы в области сравнительной и возрастной физиологии высшей нервной деятельности, представленные в монографиях «Закономерности онтогенеза нервной деятельности в свете эволюционного учения» и «Очерки по физиологии нервной системы в раннем онтогенезе».
- 1967 — Анохин, Петр Кузьмич — за серию работ по физиологии центральной нервной системы, разработку нового направления современной нейрофизиологии — системного подхода в изучении функциональной организации мозга.
- 1964 — Черниговский, Владимир Николаевич — по совокупности исследований в области нейрофизиологии и кортико-висцеральных взаимоотношений.
- 1961 — Асратян, Эзрас Асратович — за совокупность работ по развитию учения И. П. Павлова.
- 1958 — Купалов, Петр Степанович — за совокупность работ по изучению нормальной и патологической деятельности больших полушарий головного мозга.
- 1952 — Разенков, Иван Петрович — за выдающиеся заслуги по развитию учения И. П. Павлова.
- 1950 — Быков, Константин Михайлович — за успешное, плодотворное развитие наследия И. П. Павлова.